# Касти комах
Каста комах — спеціалізована група особин сім'ї (колонії), для якої харатерна сукупність ознак та виконуваних функцій, що відрізняють їх від інших членів сім'ї. Поділ сім'ї на касти характерний для всіх представників ряду Isoptera та спеціалізованих представників ряду Hymenoptera.

## Касти термітів

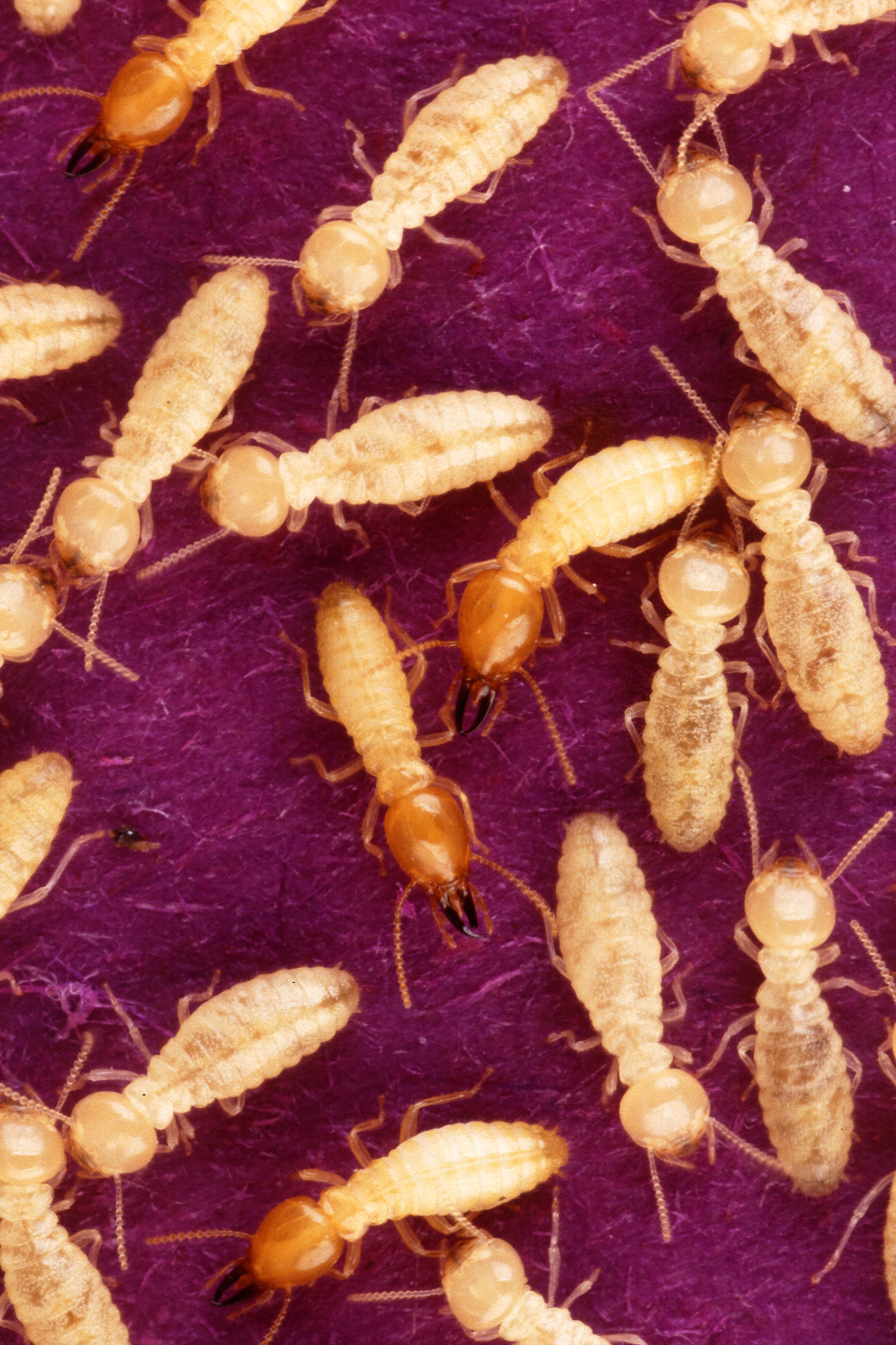
Касти термітів Coptotermes formosanus: солдати (червоноголові) та робочі осбини (білоголові).

В типовій колонії термітів розрізняють три касти: стерильні робочі особини, стерильні солдати та фертильні особини.
Солдати — це зазвичай білі або прозорі безкрилі комахи з округлою масивною головою, що оснащена довгими вусиками, маленькими чи взагалі атрофованими очима та гризучим ротовим апаратом з особливо великими мандибулами. Робочі особини подібні до солдатів і відрізняються від останніх меншими розмірами голови та мандибул. Касти робочих особин та солдатів в деяких видів поділяються на підкасти.
Серед репродуктивних особин виділяють першу та другу репродуктивну касти. Перша репродуктивна каста представлена самицею (королевою) та самцем (королем), що заснували колонію. Вони мають дві пари однакових крил. В другу репродуктивну касту об'єднують невелику кількість фертильних робочоподібних особин, що здатні займати місце представників першої репродуктивної касти у випадку загибелі останніх. Представники другої репродуктивної касти є безкрилими, або мають зачатки крил.
В деяких північноамериканських видів термітів каста солдатів відсутня, а її функції виконує каста носатих особин, що мають дуже витягнутий рострум. Вони здатні виділяти речовини з репілентними властивостями, що відлякують ворогів.

## Касти перетинчастокрилих

### Касти мурах

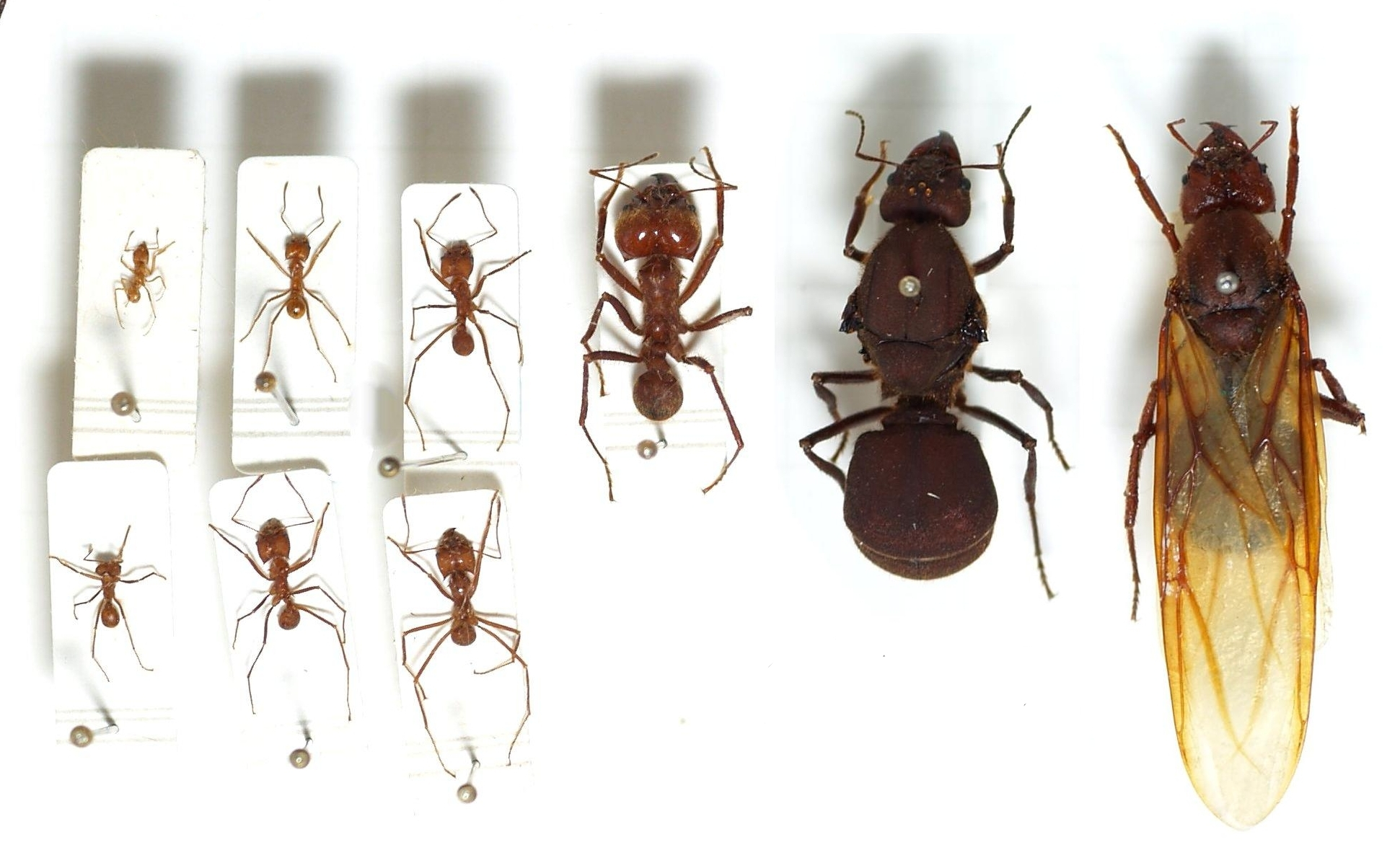
Касти мурах-листорізів (Acromyrmex). Робочі особини (ліворуч) і дві матки (праворуч)

Мурахи утворюють складні сім'ї, що складаються з декількох каст та субкаст. Для каст мурах характерний поліетизм, тобто розділення касти робочих особин на субкасти. 
У деяких видів спеціалізація проявляється в морфологічних відмінностях особин (морфологічний поліетизм). Так, для мурашок роду Formica, в тому числі рудих лісових мурах, показано, що існує зв'язок між розмірами і функцією робочих особин. Розміри мурах, зайнятих збором паді попелиць, менші порівняно із середнім розміром особин всього гнізда, а розміри робочих, що транспортують здобич і будівельний матеріал, навпаки більші. Фуражири, що використовують віддалені кормові ділянки, більші за особин, які добувають їжу поблизу гнізда. Проте не для всіх видів, у яких робочі особини сильно варіюють за розмірами тіла, характерний поліетизм. Наприклад, у мурах роду Cataglyphis розміри робочих особин дуже варіюють, але виконують вони фактично однакові функції.
в багатьох мурах розподіл функцій не пов'язаний з морфологічними відмінностями. Функції, що виконує мураха залежать від їх фізіологічного стану і «психічних нахилів».

### Касти ос
Серед ос присутність каст характерна для кількох видів з підродини Polistinae та всіх видів піродини Vespinae. В цих ос виділяють три касти: робочі самиці, самиця-засновниця та самці. Робочі особини відрізняються від самиці-засновниці особливостями поведінки та фізіології, а також тривалістю преімагінального розвитку. Морфологічні відмінності між робочими особинами та самицею-засновницею серед ос характерні лише для Ropalidia galimatia.

### Касти бджолиних
Надродина бджолині об'єднує  близько 20 тисяч видів, серед яких зустрічаються як одиничний, так і соціальні види. Кастова диференціація притаманна лише еусоціальним видам бджіл (в бджіл, на відміну від мурах та термітів, окрім еусоціальності трапляються також інші форми соціальності). Субкасти робочих особин у бджіл, на відміну від мурах та термітів, не мають морфологічних відмінностей. На сьогодні кастова диференціація відома в наступних родинах бджіл: Halictidae (в трибах Augochlorini і Halictini), Anthophoridae (в трибах Allodapini, Ceratinini і Xylocopini) і Apidae (всі 4 підродини: Euglossinae, Bombinae,  Meliponinae і Apinae).

#### Касти Halictidae
В видів роду Lasioglossum виділяють незвичайну для бджіл касту фертильних самців. Ці самці мають дещо більшу голову і відносно маленькі для своїх розмірів тіла крила, через що вони не можуть літати і залишаються всередині гнізд. Ця каста, ймовірно, виконує функцію воїнів під час нападу мурах.

#### Касти джмелів
В колоніях непаразитичних джмелів виділяють три касти, а саме фертильну самицю (самицю-засновницю, матку), яка є єдиним представником своєї касти, а також касту фертильних самців і самиць та касту стерильних самиць, або робочих особин. Варто зазначити, що каста робочих особин підрозділяється на дві субкасти: фуражирів, які здобувають їжу та власне внутрішньогніздових робочих особин, які годують личинок, вентилюють та підтримують сталу температуру в гнізді, охороняють гніздо. Роль самиці-засновниці полягає в будуванні гнізда та вигодовуванні потомства до появи робочих особин, а також в поповненні чисельності колонії. Репродуктивні особини з'являються в другій половині сезону (в наших широтах джмелина сім'я існує один сезон). Вони копулюють і фертильні самиці по закінченню сезону впадають в сплячку, щоб в наступному сезоні стати самицями-засновницями.    
Для паразитичних джмелів наявність каст не характерна.